# Meadows (Canada)
Meadows is een gemeente (town) in de Canadese provincie Newfoundland en Labrador. De gemeente ligt aan de Bay of Islands, aan de westkust van het eiland Newfoundland.

## Geschiedenis
In 1970 werd het dorp een gemeente met de status van local government community (LGC). In 1980 werden LGC's op basis van The Municipalities Act als bestuursvorm afgeschaft. De gemeente werd daarop automatisch een community om een aantal jaren later uiteindelijk een town te worden.

## Geografie
Meadows ligt aan de noordelijke oever van Humber Arm, de grootste en meest zuidelijke arm van de Bay of Islands. De plaats ligt 7 km ten noordwesten van Corner Brook, de enige stad aan de westkust van Newfoundland. Meadows grenst in het noordwesten aan de gemeente Gillams, in het oosten aan de gemeente Irishtown-Summerside en in het noorden aan gemeentevrij gebied.
De gemeente wordt doorkruist door Route 440, die van Corner Brook 40 km noordwestwaarts loopt tot in Cox's Cove.

## Demografie
Meadows maakt deel uit van de Agglomeratie Corner Brook. Demografisch gezien kent de gemeente, net zoals de meeste gemeenten op Newfoundland, een dalende langetermijntrend. Tussen 1991 en 2021 daalde de bevolkingsomvang van 719 naar 560. Dat komt neer op een daling van 159 inwoners (-22,1%) in 30 jaar tijd.
| Jaar | Aantal inwoners | Verschil |
| ---- | --------------- | -------- |
| 1991 | 719             | –        |
| 1996 | 737             | +2,5%    |
| 2001 | 676             | -8,3%    |
| 2006 | 637             | -5,8%    |
| 2011 | 649             | +1,9%    |
| 2016 | 626             | -3,5%    |
| 2021 | 560             | -10,5%   |